# الوسطانية
قرية الوسطانية هي إحدى القرى التابعة لمركز كفر الدوار في محافظة البحيرة في جمهورية مصر العربية. حسب إحصاءات سنة 2006، بلغ إجمالي السكان في الوسطانية 19494 نسمة، منهم 9548 رجل و9946 امرأة.